# بابل (قرية)
بابل وكفر الحمام، قرية رئيسية توأمية تابعة لمركز تلا التابع لمحافظة المنوفية في جمهورية مصر العربية.

## التاريخ
قرية بابل من القرى القديمة، حيث وردت باسم «بابن» في أعمال السمنودية ضمن قرى الروك الصلاحي التي أحصاها ابن مماتي في كتاب قوانين الدواوين، كما وردت باسم «بابن الكنانية» في أعمال الغربية ضمن قرى الروك الناصري التي أحصاها ابن الجيعان في كتاب «التحفة السنية بأسماء البلاد المصرية». وفي العصر العثماني وردت باسم «بابن» في التربيع العثماني الذي أجراه الوالي العثماني سليمان باشا الخادم في عصر السلطان العثماني سليمان القانوني ضمن قرى ولاية المنوفية، وفي تاريخ 1228هـ/1813م الذي عدّ قرى مصر بعد المسح الذي قام به محمد علي باشا باسم «بابل» ضمن قرى مديرية المنوفية.

## السكان
بلغ عدد سكان بابل 10,946 نسمة، منهم 5600 رجل و5346 إمرأة، حسب الإحصاء الرسمي لعام 2006.